# Jean-Charles de la Faille
Juan Carlos de la Faille, Jean-Charles de la Faille o Jan-Karel della Faille (Amberes, 1 de marzo de 1597-Barcelona, 4 de noviembre de 1652) fue un jesuita y matemático de los Países Bajos Españoles. 

## Biografía

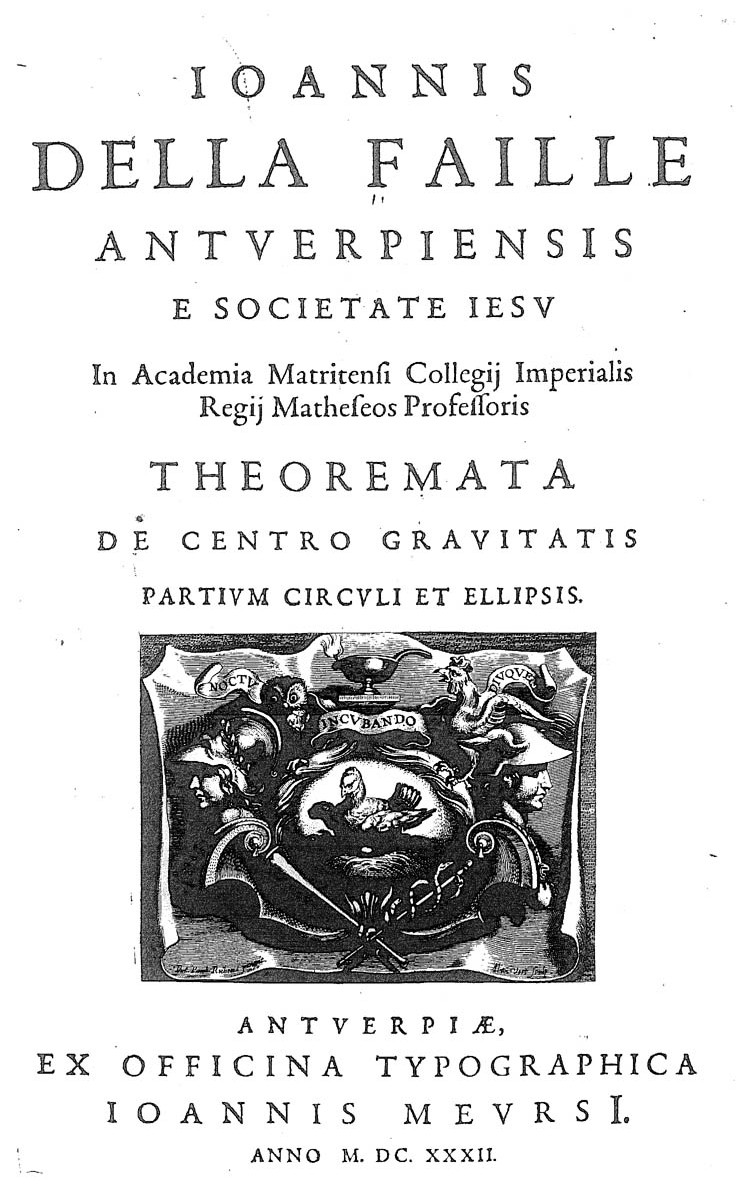
Theoremata de centro gravitatis partium circulis et ellipsis, 1632.

Nació en Amberes, en ese momento parte del Imperio español, donde fue educado por los jesuitas, orden a la que se incorporó en 1613. A continuación, pasó a un colegio jesuita en Malinas durante dos años. Posteriormente regresó a Amberes, donde se convirtió en discípulo de Grégoire de Saint-Vincent. En 1620 pasó a Dole, capital del Franco Condado, que también formaba parte del Imperio Español, donde enseñó matemáticas y estudió teología.
De 1626 a 1628 enseñó matemáticas en el colegio jesuita de Lovaina, antes de ser nombrado miembro del Colegio Imperial de Madrid donde dio clases de matemáticas, al tiempo que sirvió como consejero de Felipe IV en cuestiones militares, especialmente en materia de fortificaciones, y fue preceptor de su hijo Juan José de Austria.
Su libro más famoso es Theoremata de centro gravitatis partium circuli et elipsis (1632) en el que determinaba por vez primera el centro de gravedad del sector de un círculo.
A petición de la familia della Faille, el pintor flamenco Anton van Dyck realizó un retrato del matemático en 1629. La obra lo muestra vestido como los jesuitas y con un conjunto de herramientas de cálculo y geografía: una brújula, una escuadra y un globo terráqueo.